# フー・ウィ・タッチ
『フー・ウィ・タッチ』（Who We Touch）は、イギリスのロックバンド、ザ・シャーラタンズの11枚目のアルバム。2010年9月6日にリリース。全英21位。デモ曲や別テイクを収録した2枚組ヴァージョンもリリース。

## 収録曲
1. ラブ・イズ・エンディング "Love Is Ending" - 3:48
2. マイ・フーリッシュ・プライド "My Foolish Pride" - 4:09
3. ユア・ピュア・ソウル "Your Pure Soul" - 5:39
4. スマッシュ・ザ・システム "Smash the System" - 3:34
5. インティマシー "Intimacy" - 5:12
6. シンシアリティー "Sincerity" - 6:28
7. トラスト・イン・デザイア "Trust in Desire" - 5:09
8. ホエン・アイ・ワンダー "When I Wonder" - 3:39
9. オー！ "Oh!" - 5:56
10. ユー・キャン・スイム "You Can Swim" - 13:02 ※隠しトラック"On the Threshold"と"I Sing the Body Eclectic"収録

## 参加ミュージシャン
- ティム・バージェス - ボーカル
- マーク・コリンズ - ギター
- マーティン・ブラント - ベースギター
- ジョン・ブルックス - ドラムス
- トニー・ロジャース - キーボード、バックボーカル